# فرودگاه ماندوریائو
فرودگاه ماندوریائو (به انگلیسی: Mandurriao Airport) (به زبان بومی: Paliparan ng Mandurriao) یک فرودگاه همگانی است . این فرودگاه در کشور فیلیپین قرار دارد و در ارتفاع ۸ متری از سطح دریا واقع شده است.

## شرکت‌های هواپیمایی و مقصدهای پروازی
The destinations of Mandurriao Airport before its closure.
| شرکت‌های هواپیمایی | مقصدهای پروازی |
| ----------------- | -------------- |
| Air Philippines   | سیبو، مانیل    |
| سبو پسیفیک        | سیبو، مانیل    |
| فیلیپین ایرلاینز  | Manila         |